# Сфендони (эсминец)
Сфендони (греч. Σφενδόνη — праща) — греческий эскадренный миноносец начала 20 века (типа Тиэлла). Данный тип включал в себя также эсминцы «Навкратуса», «Тиэлла», «Логхи». Эсминец был построен в Великобритании на верфи Yarrow в 1905—1907 годах.

## Служба

### Мятеж 1909 года
В 1909 году Константинос Алфонсатос-Типалдос, в звании капитан-лейтенанта, вступил в «Военный совет» офицеров, руководимых полковником Н. Зорбасом, который вынудил королевский двор и политиков в проведении реформ в армии и в стране. После того как «Совет» стал практически правительственным органом и к нему стали примыкать высшие офицеры флота, амбиции Типалдоса привели его к столкновению с «Советом».
16 октября, во главе своих сторонников, Типалдос захватил на базе ВМФ на острове Саламина 5 находившихся там эсминцев. Против мятежников выступила, верная правительству, группа броненосцев. Типалдос, на борту эсминца «Сфендони», которым командовал Иоаннис Деместихас, возглавляя группу 3 эсминцев (включавших также однотипные «Навкратуса», «Тиэлла») принял бой с 3 броненосцами в Саламинском проливе. Артиллерийская дуэль продолжилась 15 минут. В результате прямого попадания «Сфендони» получил крен и, во избежание потопления, Типалдос дал команду посадить эсминец на мель. «Навкратуса» получил более лёгкие повреждения. 5 моряков с мятежных эсминцев погибли. Стало очевидно, что у мятежа нет перспектив. Типалдос и 7 его соратников ушли в горы, но были схвачены и были судимы.

### Балканские войны
В ходе Балканских войн 1912−1913 годов эсминец нёс вымпел командующего первой группой эсминцев капитана И. Ипитиса.
22 октября «Сфендони» был послан к острову Хиос, для сбора информации о турецких силах на острове и определения места высадки десанта.
Утром 1 декабря 1912 года «Сфендони», патрулируя у входа в Дарданеллы, вместе с «Логхи», перехватил вышедший из проливов турецкий эсминец. Греческие эсминцы открыли огонь, на который ответил не турецкий эсминец, а турецкие батареи с европейского и малоазийского берега. «Сфендони» и «Логхи» вышли из под огня маневрируя. В полдень того же дня «Сфендони» завязал безрезультатную перестрелку с крейсером «Меджидие», с дистанции 6000 метров.
3 (16) декабря 1912 года, «Сфендони», в составе греческого флота, ведомого флагманом броненосным крейсером «Авероф», под командованием адмирала Кунтуриотиса, принял участие в греческой победе над турецким флотом у Элли, находясь между островами Имврос и Тенедос, в западном секторе сражения.
5 (18) января 1913 года «Сфендони» наряду с 4 греческими броненосцами и 8 эсминцами принял участие в последовавшей греческой победе над турецким флотом у Лемноса, после которой турецкий флот не посмел более выйти из проливов.
12 (25) марта 1913 года «Сфендони» был в составе эскорта кораблей сопровождавших королевскую «Амфитрити IV», с телом убитого в македонской столице короля Георга.

### Первая мировая война
В октябре 1916 года корабль был конфискован Антантой, по причине первоначального нейтралитета Греции и был передан французам. После официального вступления Греции в войну в июле 1917 года корабль был возвращён греческому флоту в 1918 году.

### Малоазийский поход
После капитуляции Османской империи и в ходе межсоюзнических послевоенных трений, 23 апреля (6 мая) 1919 года союзники в спешном порядке предоставили Греции мандат на оккупацию Смирны, чтобы опередить претензии Италии на этот регион.
27 апреля (10 мая) 1919 года 1-я греческая дивизия в восточно-македонском городе Кавала была погружена на парходы «Патрис», «Фемистокл» и 12 более маленьких судов. «Сфендони», вместе с греческими «Эгли (миноносец)» и «Леон (эсминец)», «Логхи», «Алкион» и 4 английскими эсминцами сопровождали конвой, на случай неприятельских действий итальянского флота.
В 1922 году эсминец принял участие в эвакуации армии и греческих беженцев из Малой Азии.

### Между двумя мировыми войнами
В период 1926—1928 годов была произведена модернизация корабля, на базе флота на острове Саламина. Установленные с постройки орудия 2×76 мм были заменены на 2×88 мм орудия Krupp, снятые с эсминцев «Керавнос» и «Неа Генеа». Дополнительно было установлено одно зенитное орудие 1×50 мм. К 1940 году эсминец имел максимальную скорость 25 узлов.

### Вторая мировая война
Корабль принял участие в греко-итальянской войне 1940—1941 годов. После того как в апреле 1941 года на помощь итальянской армии пришла нацистская Германия, «Сфендони» был среди тех кораблей греческого флота, которым удалось перейти на новую базу в Александрию, Египет.
Здесь на эсминец были установлены 3 20 мм зенитных орудия.
Эсминец вернулся с флотом в Грецию в октябре 1944 года. До 1945 года, когда он был выведен из состава флота «Сфендони» использовался как судно-база в городе Каламата. Списанный в 1945 году, «Сфендони» стал долгожителем своей серии.

## Предшественники
- Сфендони (канонерская лодка). Вошёл в состав флота в 1858 году. Был переименован в «Навплион» в 1862 году.

## Наследники
- Сфендони II (эсминец) типа Fletcher. Вошёл в состав флота в 1959 году.